# Duman II
Duman II – piąty studyjny album grupy Duman. 
Płyta została wydana w 2009 roku przez wytwórnię płytową Sony Music.

## Lista utworów
1. Balık
2. Senin Marşın
3. Senden Daha Güzel
4. İyi De Bana Ne
5. Elleri Ellerime
6. Paranoya
7. Vals
8. Kümbela
9. Tövbe
10. Of

## Teledyski
- Senden Daha Güzel (2009)
- Elleri Ellerime (2010)